# جنگ دوم تریاک
جنگ دوم تریاک که همچنین با نام های جنگ چین دوم، جنگ پیکان یا اردوکشی آنگلو-فرانسوی‌ها به چین شناخته میشود، جنگی بود که امپراتوری بریتانیا و امپراتوری دوم فرانسه علیه دودمان چینگ در چین به راه انداختند و از ۱۸۵۶ تا ۱۸۶۰ ادامه داشت. این جنگ با دلایل مشابه جنگ نخست تریاک رخ داد و یکی از نتایج آن در پی شکست چین، قانونی کردن تجارت تریاک بود.

## شروع جنگ
اهداف مشترک قدرت های غربی، گسترش بازارهای خارج از کشور و ایجاد بندرهای صادراتی جدید بود. پیمان هوامپوآ (Whampoa) بین فرانسه و چین و پیمان وانگشیای آمریکا هر دو حاوی بندهایی بودند که پس از ۱۲ سال از اجرای آن، مذاکره مجدد در مورد معاهدات را مجاز می‌دانستند. بریتانیا در تلاش برای گسترش امتیازات خود در چین، خواستار مذاکره مجدد در مورد معاهده نانجینگ (امضا شده در سال ۱۸۴۲) شد. خواسته‌های بریتانیا شامل گشودن تمام چین به روی شرکت‌های بازرگانی بریتانیایی، قانونی کردن تجارت تریاک، معافیت واردات خارجی از عوارض حمل و نقل داخلی، سرکوب دزدی دریایی، اجازه اقامت یک سفیر بریتانیا در پکن و اولویت نسخه انگلیسی بر همه معاهدات به زبان چینی بود.
در اکتبر ۱۸۵۶، تفنگداران چینی در شهر کانتون یک کشتی باری به نام پیکان را به اتهام دزدی دریایی توقیف کردند و چهارده نفر از جمله دوازده خدمه چینی آن را دستگیر کردند. کشتی پیکان قبل از استفاده توسط دزدان دریایی پرچم بریتانیا داشت و این موجب اعتراض دولت بریتانیا و شروع جنگ دوم تریاک شد.